# 愛知県災害拠点病院
愛知県災害拠点病院（あいちけんさいがいきょてんびょういん）とは、愛知県にある災害時の救急医療の拠点となる病院である。愛知県では2022年（令和4年）4月1日現在、全部で36の病院が災害拠点病院として指定されている。

## 概要
県内や近県で災害が発生し、通常の医療体制では被災者に対する適切な医療を確保することが困難な状況となった場合に、愛知県知事の要請により傷病者の受け入れや医療救護班の派遣等を行う。

## 拠点病院の条件
- 建物が耐震耐火構造であること。
- 資器材等の備蓄があること。
- 応急収容するために転用できる場所があること。
- 応急用資器材、自家発電機、応急テント等により自己完結できること（外部からの補給が滞っても簡単には病院機能を喪失しないこと）。
- 近接地にヘリポートが確保できること。

## 病院一覧
| 病院名                                         | 住所               | 種類 | DMAT | 救命 | 2次医療圏  |
| ---------------------------------------------- | ------------------ | ---- | ---- | ---- | ---------- |
| 日本赤十字社愛知医療センター名古屋第二病院     | 名古屋市（昭和区） | 中核 | ○    | ○    | 名古屋     |
| 国立病院機構名古屋医療センター                 | 名古屋市（中区）   | 地域 |      | ○    | 名古屋     |
| 地域医療機能推進機構中京病院                   | 名古屋市（南区）   | 地域 | ○    | ○    | 名古屋     |
| 日本赤十字社愛知医療センター名古屋第一病院     | 名古屋市（中村区） | 地域 | ○    | ○    | 名古屋     |
| 名古屋掖済会病院                               | 名古屋市（中川区） | 地域 | ○    | ○    | 名古屋     |
| 名古屋大学医学部附属病院                       | 名古屋市（昭和区） | 地域 | ○    |      | 名古屋     |
| 名古屋市立大学医学部附属東部医療センター       | 名古屋市（千種区） | 地域 | ○    | ○    | 名古屋     |
| 名古屋市立大学病院                             | 名古屋市（瑞穂区） | 地域 | ○    | ○    | 名古屋     |
| 名古屋記念病院                                 | 名古屋市（天白区） | 地域 | ○    |      | 名古屋     |
| 中部労災病院                                   | 名古屋市（港区）   | 地域 | ○    |      | 名古屋     |
| 名古屋市立大学医学部附属西部医療センター       | 名古屋市（北区）   | 地域 | ○    |      | 名古屋     |
| 海南病院                                       | 弥富市             | 地域 | ○    | ○    | 海部       |
| 津島市民病院                                   | 津島市             | 地域 | ○    |      | 海部       |
| 一宮市立市民病院                               | 一宮市             | 地域 | ○    | ○    | 尾張西部   |
| 総合大雄会病院                                 | 一宮市             | 地域 | ○    | ○    | 尾張西部   |
| 稲沢厚生病院                                   | 稲沢市             | 地域 |      |      | 尾張西部   |
| 小牧市民病院                                   | 小牧市             | 中核 | ○    | ○    | 尾張北部   |
| 江南厚生病院                                   | 江南市             | 地域 | ○    | ○    | 尾張北部   |
| 春日井市民病院                                 | 春日井市           | 中核 | ○    | ○    | 尾張北部   |
| 藤田医科大学病院                               | 豊明市             | 基幹 | ○    | 高度 | 尾張東部   |
| 愛知医科大学病院                               | 長久手市           | 基幹 | ○    | 高度 | 尾張東部   |
| 公立陶生病院                                   | 瀬戸市             | 地域 | ○    | ○    | 尾張東部   |
| 知多半島総合医療センター（旧半田市立半田病院） | 半田市             | 中核 | ○    | ○    | 知多半島   |
| 知多厚生病院                                   | 知多郡：美浜町     | 地域 | ○    |      | 知多半島   |
| 西知多総合病院                                 | 東海市             | 地域 | ○    |      | 知多半島   |
| 安城更生病院                                   | 安城市             | 中核 | ○    | ○    | 西三河南部 |
| 刈谷豊田総合病院                               | 刈谷市             | 中核 | ○    | ○    | 西三河南部 |
| 西尾市民病院                                   | 西尾市             | 地域 | ○    |      | 西三河南部 |
| 岡崎市民病院                                   | 岡崎市             | 中核 | ○    | ○    | 西三河南部 |
| 藤田医科大学岡崎医療センター                   | 岡崎市             | 地域 |      |      | 西三河南部 |
| 豊田厚生病院                                   | 豊田市             | 中核 | ○    | ○    | 西三河北部 |
| トヨタ記念病院                                 | 豊田市             | 地域 | ○    | ○    | 西三河北部 |
| 豊橋市民病院                                   | 豊橋市             | 中核 | ○    | ○    | 東三河南部 |
| 国立病院機構豊橋医療センター                   | 豊橋市             | 地域 | ◯    |      | 東三河南部 |
| 豊川市民病院                                   | 豊川市             | 地域 | ◯    | ○    | 東三河南部 |
| 新城市民病院                                   | 新城市             | 地域 | ◯    |      | 東三河北部 |